# Hypena lignealis
Hypena lignealis là một loài bướm đêm trong họ Erebidae.